# Federico Costanzo Spinola
Federico Costanzo Spinola (Taggia, 3 de junho de 1830 – Turim, 28 de setembro de 1909) foi um político e diplomata italiano.

## História
Foi enviado extraordinário e ministro plenipotenciário de II classe (1876) a Buenos Aires (6 de fevereiro de 1876), Estocolmo (7 de setembro de 1879), Haia (27 de dezembro de 1886). Enviado extraordinário e ministro plenipotenciário de I classe de 29 de janeiro de 1888 a 25 de outubro de 1895. Embaixador em Lisboa (19 de novembro de 1892).